# ریچل بیولر
ریچل ماری بیولر (به انگلیسی: Rachel Marie Buehler) زاده ۱۹۸۵ میلادی در کالیفرنیا بازیکن تیم ملی فوتبال زنان ایالات متحده آمریکا است.

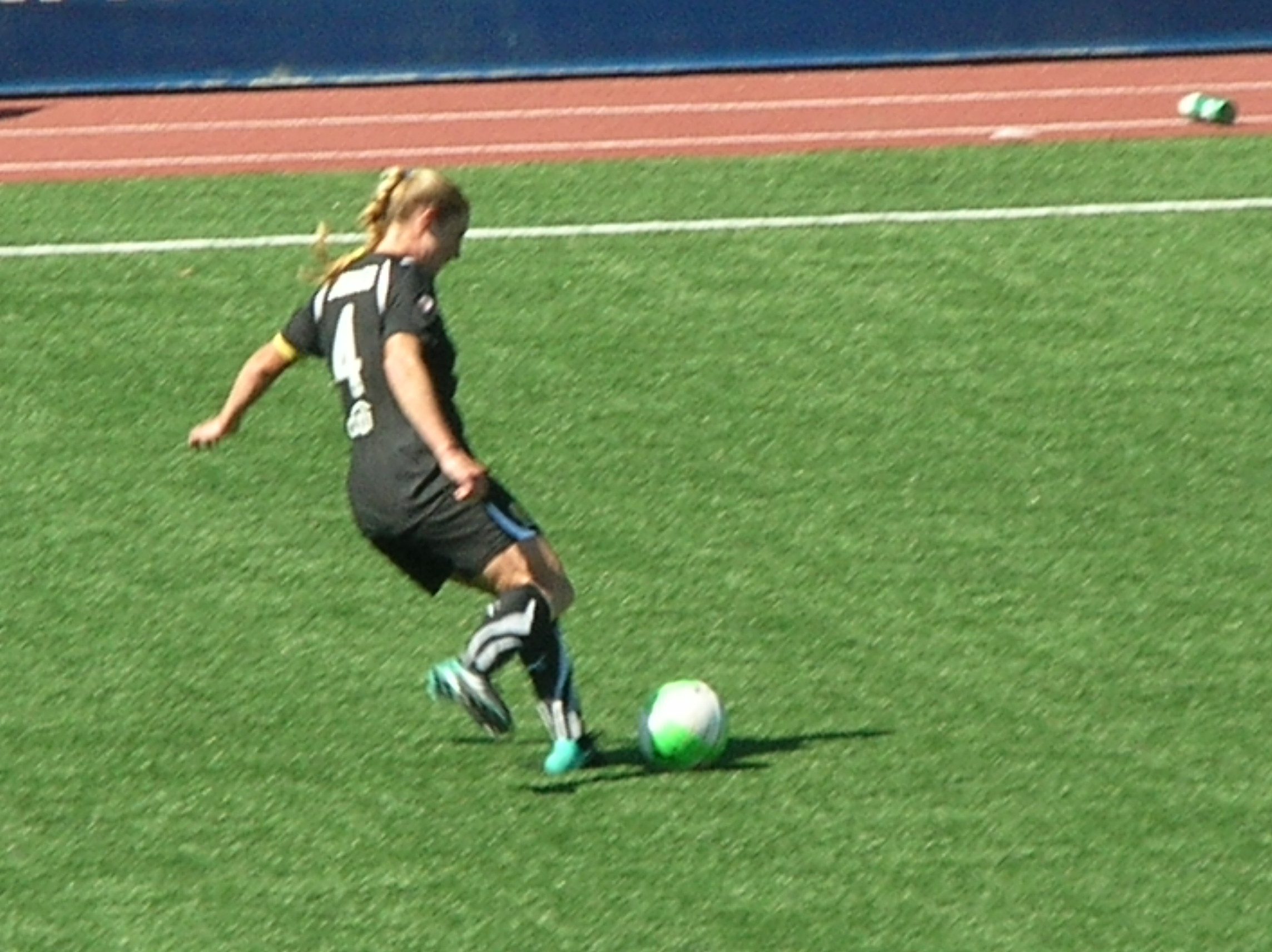

او در پست مدافع بازی میکند.